# Стренковізна
Стренковізна (пол. Strękowizna) — село в Польщі, у гміні Новинка Августівського повіту Підляського воєводства.
Населення — 127 осіб (2011).
У 1975-1998 роках село належало до Сувальського воєводства.

## Демографія
Демографічна структура станом на 31 березня 2011 року:
|          | Загалом | Допрацездатний вік | Працездатний вік | Постпрацездатний вік |
| -------- | ------- | ------------------ | ---------------- | -------------------- |
| Чоловіки | 64      | 12                 | 48               | 4                    |
| Жінки    | 63      | 14                 | 33               | 16                   |
| Разом    | 127     | 26                 | 81               | 20                   |